# 三重県立久居高等学校
三重県立久居高等学校（みえけんりつ ひさいこうとうがっこう）は、三重県津市戸木町に所在する公立の高等学校。

## 設置学科
三重県下では最初の単位制高校である。普通科は1年次に普通コースとチャレンジコース（大学受験向け）に分かれる。普通コースは2年次に進路希望によりさらにモデルコースを選択する。コースにより上級学校などと連携している「幼児コミュニケーション」「看護医療探究」などの科目が開設されている。スポーツ科学コースでは、実技だけでなく理論にも重点を置いたカリキュラムが組まれている。
- 全日制課程：普通科
  - 普通コース
  - チャレンジコース
  - スポーツ科学コース

## 沿革
1983年（昭和58年）創立。この学校は 三重県立久居農林高等学校の旧名である三重県立久居高等学校とは関係がない。

## 部活動

### 活動・実績
レスリング場や体操場などの設備がある。また、ライフル射撃部、ゴルフ部、ボクシング部など県下でも珍しいクラブもあり、全国大会で入賞するクラブもある。文化部では科学部がテレビ大阪の科学番組「かがくdeムチャミタス!」に出演し、「声でグラスは割れるのか!?」科学実験を行った。文化部は、毎年3月に「文化部合同発表会」を開催しており校外の施設を借り切って日ごろの活動の発表を行う。

### 運動部
- ボクシング
- 弓道
- テニス
- ソフトテニス
- レスリング
- ライフル射撃
- 陸上競技
- サッカー
- 硬式野球
- バスケットボール
- バレーボール
- バドミントン
- 体操
- ダンス

### 文化部
- 新聞
- アコースティック
- 人権サークル
- JRC
- 邦楽
- 国際交流
- 科学・写真
- 茶華道
- 書道
- 美術・アニメ
- 吹奏楽
- 放送・演劇

## 国際交流事業
オーストラリアのギラウィーン高校と姉妹校提携を結んでおり、毎年、短期の留学生交換を行っている。
久居高校の正門脇には、ギラウィーン高校との友情の証として、記念の通称｢ギラウィーン桜」が植樹されている。

## 交通アクセス
近鉄名古屋線 久居駅からは多くの生徒が自転車で通学している。三重交通バスの校内発着の路線がある。

## 著名な出身者
- 吉田沙保里（アマチュアレスリング）
- 奥野春菜（アマチュアレスリング）
- 宮本芽依（キックボクシング）